# 伊塔佩 (巴拉圭)
25°45′S 56°25′W / 25.750°S 56.417°W

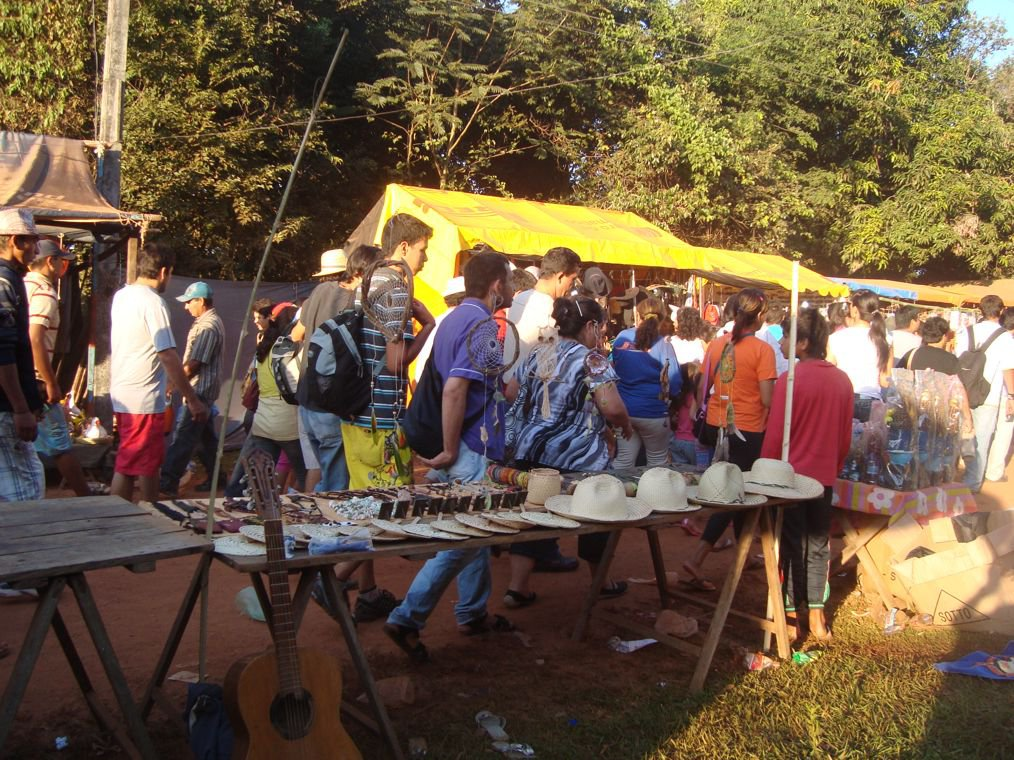

伊塔佩（西班牙語：Itapé），是巴拉圭的城鎮，位於該國東南部，由瓜伊拉省負責管轄，始建於1672年5月2日，面積162平方公里，2002年人口6,728，人口密度每平方公里41.53人。